# Saarlandstraße
Saarlandstraße – stacja metra hamburskiego na linii U3. Stacja została otwarta 10 maja 1912. Znajduje się w dzielnicy Winterhude.

## Położenie
Stacja Saarlandstraße jest stacją położoną na nasypie kolejowym. Znajduje się przy ulicy Saarlandstraße, równolegle do Wiesendamm. Za stacją w kierunku zachodnim znajdują si,e tory odstawcze i manewrowe.